# Mutellina
Mutellina là chi thực vật có hoa trong họ Apiaceae.